# Protocol van Uqair

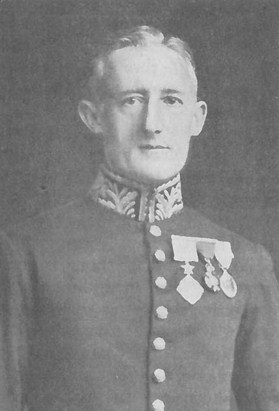
Percy Cox

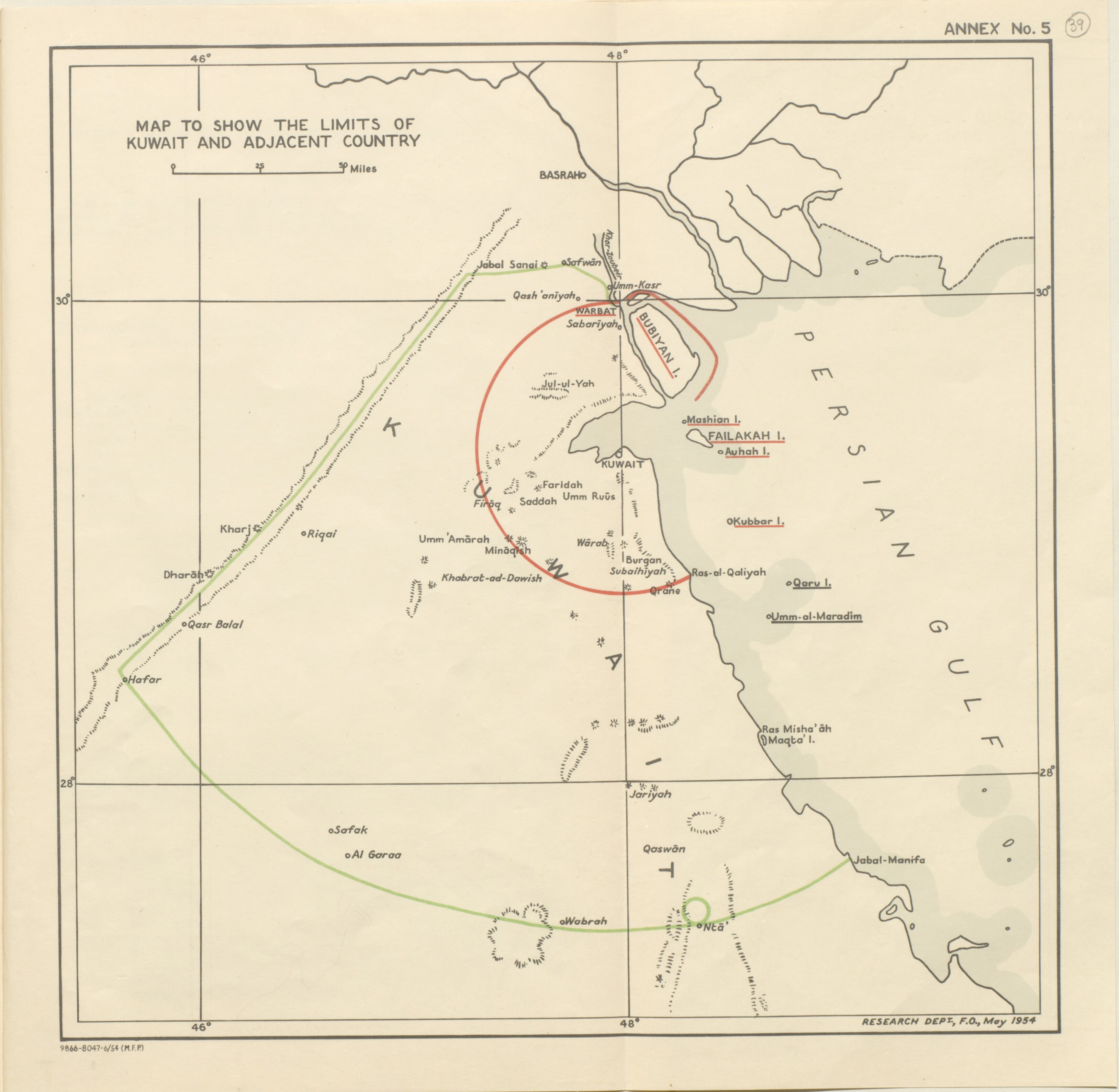
De grenzen van Koeweit zoals vastgelegd na overleg tussen Groot-Brittannië en het Ottomaanse Rijk in 1913

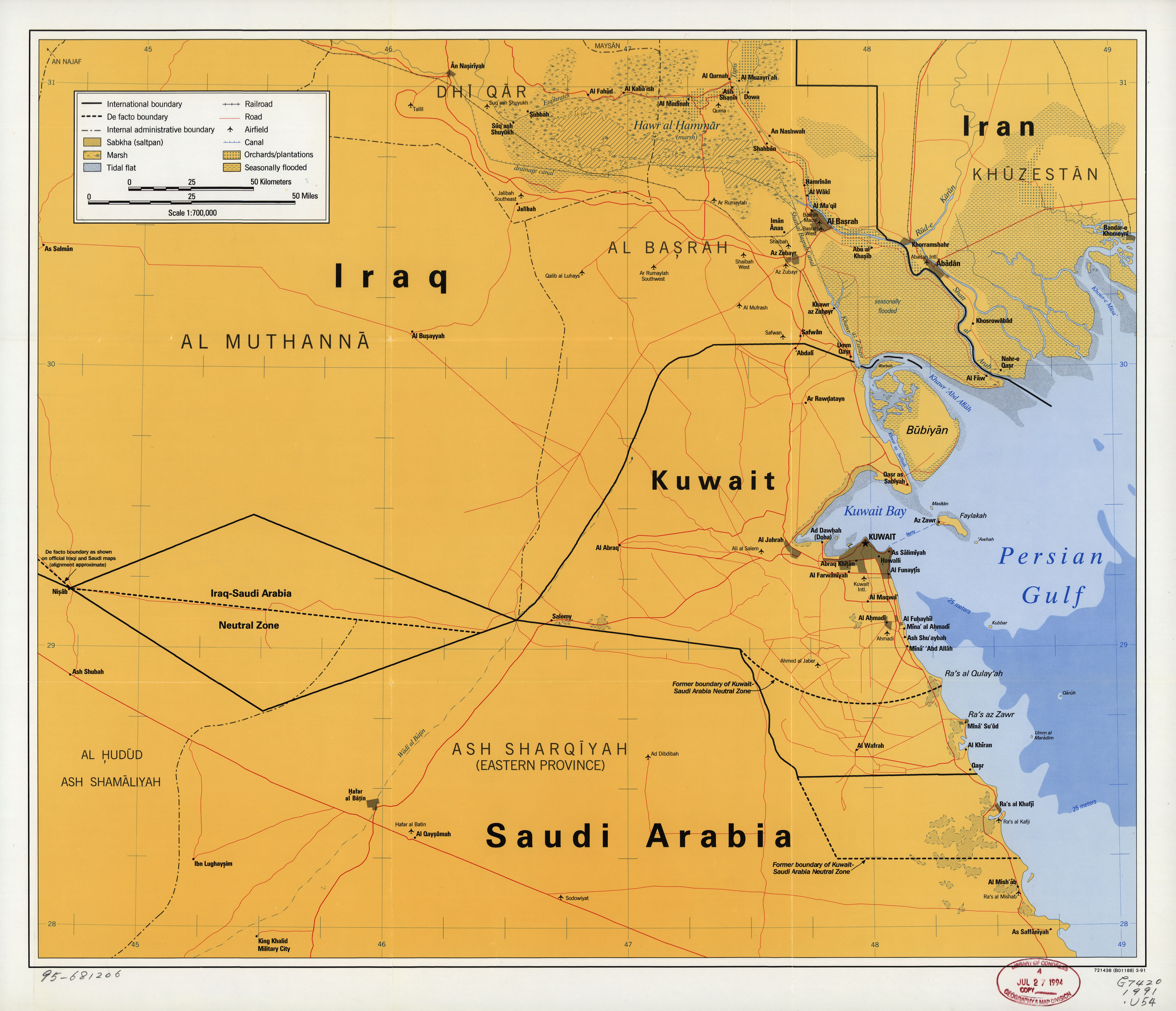
Kaart met de twee neutrale zones, ten westen en ten zuiden van Koeweit

Het Protocol van Uqair is een overeenkomst gesloten in Uqair op 2 december 1922 die de grenzen vastlegde tussen Irak en het Sultanaat Nadjd (het huidige Saoedi-Arabië) en tussen Koeweit en Nadjd.
Aan het einde van de 19e eeuw was de regio in handen van het Ottomaanse rijk, maar Groot-Brittannië was al in de regio rond de stad Koeweit doorgedrongen. In 1899 werd Koeweit een Brits protectoraat. Tussen 1911 en 1913 volgde overleg tussen Groot-Brittannië en het Ottomaanse rijk. In 1913 bereikten zij overeenstemmingen, al werd het verdrag nooit geratificeerd mede door het uitbreken van de Eerste Wereldoorlog. De onafhankelijkheid van Koeweit werd vergroot maar bleef onder Britse protectie. De grenzen van het emiraat werden bepaald vanuit de stad Koeweit, van waaruit een cirkel op 40 mijl afstand van het centrum werd getrokken. Een tweede grotere cirkel, gaf de grenzen aan van het autonoom provinciaal district (kaza) Koeweit binnen het Ottomaanse rijk.
Tegen het einde van de oorlog kampte Koeweit met economische problemen. De Britten hadden de haven geblokkeerd om de bevoorrading van het Turkse leger te verhinderen. Na de oorlog waren het vooral invallen door bedoeïenen uit Nadjd, onder leiding van Abdoel Aziz al Saoed, die het emiraat moest afslaan. De saoedie's wilden hun gebied uitbreiden ten koste van Koeweit, maar de grootste slag werd geslagen na diplomatieke onderhandelingen.
In december 1922 werden de grenzen aangepast en verder gedefinieerd. De overeenkomst werd opgelegd door Percy Cox (1864–1937), de hoogste Britse ambtenaar in Irak. Cox regelde een ontmoeting met Abdoel Aziz al Saoed en majoor John More, de Britse vertegenwoordiger in Koeweit.
Zij bepaalden de grenzen van de neutrale zone tussen Saoedi-Arabië en Irak en tussen Saoedi-Arabië en Koeweit. De grens tussen deze laatste twee landen werd als volgt vastgelegd:

The frontier between Nejd and Kuwait begins in the west from the junction of Wadi al-Awjah with Wadi Al-Batin, leaving Al-Ruqf to Nejd. From this point it continues in a straight line, until it joins the 29th parallel and the red semi-circle referred to in article 5 of the Anglo-Turkish Agreement of 29 July 1918. This line then follows the side of the red semicircle until it reaches a point terminating on the coast south of Ra's al-Qulaydáh, and this is the indisputable southern boundary of the territory of Kuwait.
The portion of territory bounded on the north by this line, on the west by a piece of barren land called Al-Shaqq, on the east by the sea and on the south by a line running west to east from Al-Shaqq to Ayn al-Abd and thence to the coast north of Ra's al-Mish'ab shall be considered to be shared between the Governments of Nejd and Kuwait; in that territory they shall have equal rights until such time as a further agreement regarding it is concluded between Nejd and Kuwait

De inwoners van Koeweit hadden geen stem bij deze afspraken. Hun land werd ruimschoots gehalveerd in omvang en dit werd de Britten niet in dank afgenomen.